# No Turning Back (album của Brandon Heath)
| Đánh giá chuyên môn | Đánh giá chuyên môn |
| Nguồn đánh giá      | Nguồn đánh giá      |
| Nguồn               | Đánh giá            |
| ------------------- | ------------------- |
| CCM Magazine        | [ 2 ]               |
| Cross Rhythms       | [ 3 ]               |
| Jesus Freak Hideout | [ 4 ]               |
| New Release Tuesday | [ 5 ]               |
| Faith in Culture    | [ 6 ]               |

No Turning Back là album thứ sáu của nam ca sĩ nhạc phúc âm Brandon Heath. Hãng Reunion Records cùng với Monomode Records phát hành album vào ngày 10 tháng 2 năm 2015.

## Danh sách và thứ tự các bài hát[9]
| STT              | Nhan đề                                               | Thời lượng |
| ---------------- | ----------------------------------------------------- | ---------- |
| 1.               | "One Way to Heaven"                                   | 3:48       |
| 2.               | "Only Just Met You"                                   | 3:47       |
| 3.               | "No Turning Back" (hát cùng với All Sons & Daughters) | 3:14       |
| 4.               | "SOS"                                                 | 4:28       |
| 5.               | "When I Was Young"                                    | 2:49       |
| 6.               | "All I Need"                                          | 3:39       |
| 7.               | "Girl of My Dreams"                                   | 3:30       |
| 8.               | "When You Look at Me"                                 | 4:08       |
| 9.               | "Everything Must Go"                                  | 3:23       |
| 10.              | "Behold Our God"                                      | 4:12       |
| 11.              | "Sing Brave"                                          | 3:48       |
| Tổng thời lượng: | Tổng thời lượng:                                      | 40:38      |

## Xếp hạng

### Xếp hạng tuần
| Bảng xếp hạng (2015)               | Vị trí cao nhất |
| ---------------------------------- | --------------- |
| Album Hoa Kỳ Christian (Billboard) | 9               |